# Bogogobo
Bogogobo est une ville du Botswana.